# وون كوري جنوبي
الوان ((هانغل: 원)، (بالإنجليزية: won)) (عملة: ، الرمز: KRW) هي العملة الرسمية لكوريا الجنوبية.

## الإصدار الأول

### نبذة تاريخية
خلال الاحتلال الياباني، تم استبدال الوان بعملة الين، وتم تسميتها بالين الكوري. وقد كان الين الكوري مساوي للين الياباني في القيمة.
في عام 1945 وبعد الحرب العالمية الثانية، أصبحت شبه الجزيرة الكورية مقسمة إلى كورية شمالية وجنوبية، وهذا أدى إلى استبدال الين بعملتين منفصلتين تحملان نفس الاسم، وان كوري شمالي وآخر جنوبي. الإصدار الأول للوان الكوري الجنوبي كان مقسم إلى 100 وحِدة تسمى بالـ «جيون».
كان الوَانْ الكوري الجنوبي في إصداره الأول مربوطاً بشكل مبدأي بالدولار الأمريكي، بمعدل 15 وان = 1 دولار. بعد ذلك حدثت سلسلة من عمليات تخفيض العملة الأخيرة منها كانت بسبب حدوث الحرب الكورية. قيمة الربط كانت بالشكل التالي:
| قيمة الربط للإصدر الأول من الوان الكوري الجنوبي | قيمة الربط للإصدر الأول من الوان الكوري الجنوبي |
| تاريخ                                           | قيمة الدولار الأمريكي مقابل الوان               |
| ----------------------------------------------- | ----------------------------------------------- |
| أكتوبر، 1945                                    | 15                                              |
| 15 يوليو، 1947                                  | 50                                              |
| 1 أكتوبر، 1948                                  | 450                                             |
| 14 يونيو، 1949                                  | 900 (فقط في التحويلات غير الحكومية)             |
| 1 مايو، 1950                                    | 1800                                            |
| 1 نوفمبر، 1950                                  | 2500                                            |
| 1 أبريل، 1951                                   | 6000                                            |

في 15 فبراير من عام 1953، تم استبدال الإصدار الأول من الوان بالـ هوان. وقد كان 1 هوان = 100 وان.

### الأوراق النقدية
في عام 1946م، قام بنك جوسان بإصدار أوراق نقدية من فئة 10 و 100 وان، وفي العام 1949 تم إصدار العملتين الورقيتين من فئة 5 و 1000 وان.
شهد العام 1950 تأسيس بنك كوريا وذلك في 12 من شهر يونيو، عام 1950، وتسلم البنك المهام التي كانت موكلة لبنك جوسان. في العام 1952 تم إصدار العملة فئة 500 وان، وفي العام التالي تم إصدار سلسلة من الأوراق النقدية التي كانت تحمل في باللغة الإنجليزية فئة وان، لكنها في الحقيقة كانت الإصدار الأول من الهوان.

## الإصدار الثاني

### نبذة تاريخية
تم تقديم الوان مرة أخرى في 9 يونيو من عام 1962 بمعدل 1 وان = 10 هوان. في 22 مارس، عام 1975 أصبح الوان العملة الوحيدة المتداولة وذلك بسحب آخر عملة معدنية من فئة الهوان. رمز أيزو 4217 الذي يحمله الوان هو KRW. ومع التقديم الوان في 1962م، تم تثبيته عند 125 = 1 دولار أمريكي. الجدول التالي يوضح قيمة الربط في الفترة بين عامي 1962م و 1980م:
| قيمة الربط للإصدر الثاني من الوان الكوري الجنوبي | قيمة الربط للإصدر الثاني من الوان الكوري الجنوبي |
| تاريخ                                            | قيمة الدولار الأمريكي مقابل الوان                |
| ------------------------------------------------ | ------------------------------------------------ |
| 10 يونيوه، 1945                                  | 125                                              |
| 3 مايو، 1964                                     | 255                                              |
| 3 أغسطس، 1972                                    | 400                                              |
| 7 ديسمبر، 1974                                   | 480                                              |
| 12 يناير، 1980                                   | 580                                              |

في 27 فبراير، 1980، جرت محاولات لجعل إسعار صرف الوان أسعار صرف معومة، وأخيراً في 24 ديسمبر من عام 1997 تمت الموافقة على جعل أسعار صرفه عائمة بعد أن تم التوقيع على إتفاقية مع صندوق النقد الدولي. بعد فترة وجيزة، فقد الوان حوالي نصف قيمته بعد الأزمة المالية التي حلت على شرق آسيا من نفس العام.

### العملات المعدنية
حتى العام 1966، فئات 10 و 50 هوان، التي تمت إعادت تقييمها إلى 1 و 5 وان، كانت الوحدتان التي تم تادولهما. فئات جديدة من الوان، قام بتقديمهما بنك كوريا في 16 أغسطس عام 1966م، وكانت من فئات 1، 5، و 10 وان. وقد تم سك العملة من فئة 1 وان من معدن النحاس الأصفر بينما تم سك فئتي 5 و 10 وان من البرونز. هذه العملات كانت أول عملات كورية تظهر التاريخ بالتقويم الميلادي، حيث أن العملات السابقة كانت تحمل التقويم الكوري. تم سحب آخر العملات المعدنية من فئة 10 و 50 هوان في عام 1975م.
في عام 1968م، تجاوزة القيمة الحقيقية لفئة 1 وان النحاسية قيمتها الإسمية، وهذا دعى إلى سك وان جديد من الألومنيوم لإستبدال النحاسية. وكمحاولة جديدة لتقليل تكليف إصدار العملات، تم سك عملات جديدة من النحاس من فئة 5 و 10 وان، وذلك في عام 1970. في نفس العام كذلك، تم تقديم عملة جديدة من فئة 100 وان مسكوكة من خليط النحاس والنيكل، وفي 1972 تم تقديم فئة 50 وان من الخليط النحاس والنيكل كذلك.
| العملات التي تم إصدارها بين عامي 1966 و1982 | العملات التي تم إصدارها بين عامي 1966 و1982 | العملات التي تم إصدارها بين عامي 1966 و1982 | العملات التي تم إصدارها بين عامي 1966 و1982 | العملات التي تم إصدارها بين عامي 1966 و1982 | العملات التي تم إصدارها بين عامي 1966 و1982 | العملات التي تم إصدارها بين عامي 1966 و1982 | العملات التي تم إصدارها بين عامي 1966 و1982 | العملات التي تم إصدارها بين عامي 1966 و1982 | العملات التي تم إصدارها بين عامي 1966 و1982 | العملات التي تم إصدارها بين عامي 1966 و1982 | العملات التي تم إصدارها بين عامي 1966 و1982 | العملات التي تم إصدارها بين عامي 1966 و1982 |
| صورة                                        | صورة                                        | القيمة                                      | المواصفات الفنية                            | المواصفات الفنية                            | المواصفات الفنية                            | الوصف                                       | الوصف                                       | الوصف                                       | تاريخ                                       | تاريخ                                       | تاريخ                                       | بنك كوريا تصنيف                             |
| الوجه                                       | الظهر                                       | القيمة                                      | القطر                                       | الوزن                                       | المكونات                                    | الحافة                                      | الوجه                                       | الظهر                                       | أول سكة                                     | الإصدار                                     | السحب                                       | بنك كوريا تصنيف                             |
| ------------------------------------------- | ------------------------------------------- | ------------------------------------------- | ------------------------------------------- | ------------------------------------------- | ------------------------------------------- | ------------------------------------------- | ------------------------------------------- | ------------------------------------------- | ------------------------------------------- | ------------------------------------------- | ------------------------------------------- | ------------------------------------------- |
|                                             |                                             | 1 وون                                       | 17.2 ملم                                    | 1.7 جرام                                    | نحاس أصفر 60% نحاس 40% زنك                  | سادا                                        | خطمي سوري، القيمة، اسم البنك (هانغول)       | القيمة (رقم)، اسم البنك، عام السك           | 1966                                        | 16 أغسطس 1966                               | 1 ديسمبر 1980                               | سلسلة 1 (가)                                |
|                                             |                                             | 1 وون                                       | 17.2 ملم                                    | 0.729 جرام                                  | 100% ألومنيوم                               | سادا                                        | خطمي سوري، القيمة، اسم البنك (هانغول)       | القيمة (رقم)، اسم البنك، عام السك           | 1968                                        | 26 أغسطس 1968                               | 1992                                        | سلسلة 2 (나)                                |
|                                             |                                             | ₩5                                          | 20.4 ملم                                    | 3.09 جرام                                   | برونز 88% نحاس 12% زنك                      | سادا                                        | قابوكسان، القيمة، اسم البنك (هانغول)        | القيمة (رقم)، اسم البنك، عام السك           | 1966                                        | 16 أغسطس 1966                               | 1992                                        | سلسلة 1 (가)                                |
|                                             |                                             | 5 وون                                       | 20.4 ملم                                    | 2.95 جرام                                   | نحاس أصفر عالي 65% نحاس 35% زنك             | سادا                                        | قابوكسان، القيمة، اسم البنك (هانغول)        | القيمة (رقم)، اسم البنك، عام السك           | 1970                                        | 16 يوليو 1970                               | 1992                                        | سلسلة 2 (나)                                |
|                                             |                                             | ₩10                                         | 22.86 ملم                                   | 4.22 جرام                                   | برونز 88% نحاس 12% زنك                      | سادا                                        | معبد دابوتاب، القيمة، اسم البنك (هانغول)    | القيمة (رقم)، اسم البنك، عام السك           | 1966                                        | 16 أغسطس 1966                               | ما زالت متداولة                             | سلسلة 1 (가)                                |
|                                             |                                             | ₩10                                         | 22.86 ملم                                   | 4.06 جرام                                   | نحاس أصفر عالي 65% نحاس 35% زنك             | سادا                                        | معبد دابوتاب، القيمة، اسم البنك (هانغول)    | القيمة (رقم)، اسم البنك، عام السك           | 1970                                        | 16 يوليو 1970                               | ما زالت متداولة                             | سلسلة 2 (나)                                |
|                                             |                                             | 50                                          | 21.6 ملم                                    | 4.16 جرام                                   | 70% نحاس 18% زنك 12% نيكل                   | مسكوكة                                      | ساق من الأرز، القيمة (هانغول)               | القيمة (رقم)، اسم البنك، عام السك           | 1972                                        | 1 ديسمبر 1972                               | ما زالت متداولة                             | سلسلة 1 (가)                                |
|                                             |                                             | 100                                         | 24 ملم                                      | 5.42 جرام                                   | نيكل نحاس 75% نحاس 25% نيكل                 | مسكوكة                                      | يي-سون-سن، القيمة، اسم البنك (هانغول)       | القيمة (رقم)، اسم البنك، عام السك           | 1970                                        | 30 نوفمبر 1970                              | ما زالت متداولة                             | سلسلة 1 (가)                                |

مع ازدياد شعبية وتأثير آلة بيع في 1982، تم إصدار عملة 500 وان وذلك في 12 يونيو. وبسبب السعي لخلق مقياس عام لسك العملات، تم في يناير من عام 1983 تقديم إصدارات جديدة من عملات فئة 1، 5، 50، و 100 وان مصممة على نسق الـ 500 وان ولكن مع الاحتفاظ بالرسومات والرموز الموجودة في الإصدارات القديمة.
| سلسلة 1982–2006                                                                                  | سلسلة 1982–2006 | سلسلة 1982–2006 | سلسلة 1982–2006 | سلسلة 1982–2006 | سلسلة 1982–2006            | سلسلة 1982–2006 | سلسلة 1982–2006                  | سلسلة 1982–2006                   | سلسلة 1982–2006 | سلسلة 1982–2006 | سلسلة 1982–2006      |
| الصورة                                                                                           | الصورة          | القيمة          | المعايير الفنية | المعايير الفنية | المعايير الفنية            | الوصف           | الوصف                            | الوصف                             | تاريخ           | تاريخ           | السلسلة              |
| الوجه                                                                                            | الظهر           | القيمة          | القطر           | الوزن           | التكوين                    | الحافة          | الوجه                            | الظهر                             | الطباعة         | الإصدار         | السلسلة              |
| ------------------------------------------------------------------------------------------------ | --------------- | --------------- | --------------- | --------------- | -------------------------- | --------------- | -------------------------------- | --------------------------------- | --------------- | --------------- | -------------------- |
|                                                                                                  |                 | 1 وون           | 17.2 ملم        | 0.729 جرام      | 100% ألومنيوم              | أملس            | خطمي سوري، القيمة بالهانغول      | القيمة (رقم) واسم البنك وسنة السك | 1983            | 15 يناير 1983   | السلسلة 3 (다)       |
|                                                                                                  |                 | 5 وون           | 20.4 ملم        | 2.95 جرام       | نحاس أصفر 65% نحاس 35% زنك | أملس            | سفينة السلحفاة، القيمة بالهانغول | القيمة (رقم) واسم البنك وسنة السك | 1983            | 15 يناير 1983   | السلسلة الثالثة (다) |
|                                                                                                  |                 | 10 وون          | 22.86 ملم       | 4.06 جرام       | نحاس أصفر 65% نحاس 35% زنك | أملس            | معبد دابوتاب، القيمة بالهانغول   | القيمة (رقم) واسم البنك وسنة السك | 1983            | 15 يناير 1983   | السلسلة الثالثة (다) |
| هذه الصور هي بمقياس 2.5 بكسل لكل ملليمتر. For table standards, see the coin specification table. |                 |                 |                 |                 |                            |                 |                                  |                                   |                 |                 |                      |

| السلسلة الحالية                                                                                  | السلسلة الحالية | السلسلة الحالية | السلسلة الحالية | السلسلة الحالية | السلسلة الحالية           | السلسلة الحالية | السلسلة الحالية                | السلسلة الحالية                   | السلسلة الحالية | السلسلة الحالية | السلسلة الحالية      |
| الصورة                                                                                           | الصورة          | القيمة          | المعايير الفنية | المعايير الفنية | المعايير الفنية           | الوصف           | الوصف                          | الوصف                             | تاريخ           | تاريخ           | السلسلة              |
| الوجه                                                                                            | الظهر           | القيمة          | القطر           | الوزن           | التكوين                   | الحافة          | الوجه                          | الظهر                             | الطباعة         | الإصدار         | السلسلة              |
| ------------------------------------------------------------------------------------------------ | --------------- | --------------- | --------------- | --------------- | ------------------------- | --------------- | ------------------------------ | --------------------------------- | --------------- | --------------- | -------------------- |
|                                                                                                  |                 | 10 وون          | 18 ملم          | 1.22 جرام       | 48% نحاس 52% ألومنيوم     | أملس            | معبد دابوتاب، القيمة بالهانغول | القيمة (رقم) واسم البنك وسنة السك | 2006            | 18 ديسمبر 2006  | السلسلة الرابعة (라) |
|                                                                                                  |                 | 50 وون          | 21.6 ملم        | 4.16 جرام       | 70% نحاس 18% زنك 12% نيكل | مقصب            | ساق أرز، القيمة بالهانغول      | القيمة (رقم) واسم البنك وسنة السك | 1983            | 15 يناير 1983   | السلسلة 2 (나)       |
|                                                                                                  |                 | 100 وون         | 24 ملم          | 5.42 جرام       | 75% نحاس 25% نيكل         | مقصب            | إي سن شن، القيمة بالهانغول     | القيمة (رقم) واسم البنك وسنة السك | 1983            | 15 يناير 1983   | السلسلة 2 (나)       |
|                                                                                                  |                 | 500 وون         | 26.5 ملم        | 7.7 جرام        | 75% نحاس 25% نيكل         | مقصب            | كركي ياباني، القيمة بالهانغول  | القيمة (رقم) واسم البنك وسنة السك | 1982            | 12 يونيو 1982   | السلسلة 1 (가)       |
| هذه الصور هي بمقياس 2.5 بكسل لكل ملليمتر. For table standards, see the coin specification table. |                 |                 |                 |                 |                           |                 |                                |                                   |                 |                 |                      |

### عملات ملغاة

#### 100 ألف وون
أعلن أيضاً عن أوراق من فئة 100 ألف، ولكن إصدارهم ألغي فيما بعد، وذلك بسبب جدل حول الصورة المفترض وضعها وتظهر خريطة دايدونغ يوجيدو، ولذلك لأنها لا تظهر جزر دوكدو المتنازع عليها.

## الأوراق النقدية
أصدر بنك كوريا في عام 1962 أوراق 10 و 50 جيون و 1 و 5 و 10 و 50 و 100 و 500 وون. طبعت شركة دو لا رو الإصدار الأول من أوراق 1 و 5 و 10 و 50 و 100 و 500 وون في المملكة المتحدة. بينما طبعت شركة كوريا للطباعة الآمنة والطباعة أوراق جيون مع الإصدار الثاني من فئة 10 و 100.
طُبعت 100 وون في عام 1965 من الأوراق النقدية باستخدام تقنية النقش الغائر، للحد من التزوير. تبعتها ورقة 500 وون في عام 1966، وطبعت ورقة 50 وون في عام 1969 باستخدام الطباعة الحجرية.
| سلسلة 1962 دو لا رو باللغة الكورية     | سلسلة 1962 دو لا رو باللغة الكورية | سلسلة 1962 دو لا رو باللغة الكورية | سلسلة 1962 دو لا رو باللغة الكورية | سلسلة 1962 دو لا رو باللغة الكورية | سلسلة 1962 دو لا رو باللغة الكورية | سلسلة 1962 دو لا رو باللغة الكورية | سلسلة 1962 دو لا رو باللغة الكورية | سلسلة 1962 دو لا رو باللغة الكورية | سلسلة 1962 دو لا رو باللغة الكورية |
| الصورة                                 | الصورة                             | القيمة                             | الأبعاد                            | اللون الأساسي                      | الوصف                              | الوصف                              | تاريخ                              | تاريخ                              | السلسلة                            |
| الوجه                                  | الظهر                              | القيمة                             | الأبعاد                            | اللون الأساسي                      | الوجه                              | الظهر                              | الإصدار                            | السحب                              | السلسلة                            |
| -------------------------------------- | ---------------------------------- | ---------------------------------- | ---------------------------------- | ---------------------------------- | ---------------------------------- | ---------------------------------- | ---------------------------------- | ---------------------------------- | ---------------------------------- |
|                                        |                                    | 1 وون                              | 94 × 50 ملم                        | وردي                               | شعار بنك كوريا                     | القيمة                             | 10 يونيو 1962                      | 20 مايو 1970                       | بدون                               |
|                                        |                                    | 5 وون                              | 94 × 50 ملم                        | أزرق                               | شعار بنك كوريا                     | القيمة                             | 10 يونيو 1962                      | 1 مايو 1969                        | بدون                               |
|                                        |                                    | 10 وون                             | 108 × 54 ملم                       | أخضر                               | شعار بنك كوريا                     | القيمة                             | 10 يونيو 1962                      | 1 سبتمبر 1962                      | السلسلة 1 (가)                     |
|                                        |                                    | 50 وون                             | 156 × 66 ملم                       | برتقالي                            | هايجومجانج في جيوجي                | القيمة                             | 10 يونيو 1962                      | 20 مايو 1970                       | السلسلة 1 (가)                     |
|                                        |                                    | 100 وون                            | 156 × 66 ملم                       | أخضر                               | بوابة الاستقلال                    | القيمة                             | 10 يونيو 1962                      | 14 فبراير 1969                     | السلسلة 1 (가)                     |
|                                        |                                    | 500 وون                            | 156 × 66 ملم                       | بيج                                | نامدايمن                           | القيمة                             | 10 يونيو 1962                      | 3 فبراير 1967                      | السلسلة 1 (가)                     |
| سلسلة 1962–1969 باللغة الكورية         |                                    |                                    |                                    |                                    |                                    |                                    |                                    |                                    |                                    |
|                                        |                                    | 10 جيون                            | 90 × 50 ملم                        | أزرق                               | بنك كوريا والقيمة بالكورية         | بنك كوريا والقيمة بالإنجليزية      | 1 ديسمبر 1962                      | 1 ديسمبر 1980                      | بدون                               |
|                                        |                                    | 50 جيون                            | 90 × 50 ملم                        | بني                                | بنك كوريا والقيمة بالكورية         | بنك كوريا والقيمة بالإنجليزية      | 1 ديسمبر 1962                      | 1 ديسمبر 1980                      | بدون                               |
|                                        |                                    | 10                                 | 140 × 63 ملم                       | بنفسجي                             | تشومسونغداي                        | سفينة السلحفاة                     | 21 سبتمبر 1962                     | 30 أكتوبر 1973                     | السلسلة 2 (나)                     |
|                                        |                                    | 50                                 | 149 × 64 ملم                       | أخضر وبرتقالي/ أزرق                | حديقة تابغول في سول                | منارة وخطمي سوري                   | 21 مارس 1969                       | 30 أكتوبر 1973                     | السلسلة 2 (나)                     |
|                                        |                                    | 100                                | 156 × 66 ملم                       | أخضر                               | بوابة الاستقلال                    | جناح كيونغويرو في قصر غيونغبوك     | 1 نوفمبر 1962                      | 30 أكتوبر 1973                     | السلسلة 2 (나)                     |
|                                        |                                    | 100                                | 156 × 66 ملم                       | أخضر                               | سيجونغ العظيم ملك جوسون            | مبنى بنك كوريا                     | 14 أغسطس 1965                      | 1 ديسمبر 1980                      | السلسلة 3 (다)                     |
|                                        |                                    | 500                                | 165 × 73 ملم                       | بني                                | نامدايمن                           | سفينة السلحفاة                     | 16 أغسطس 1966                      | 10 مايو 1975                       | السلسلة 2 (나)                     |
| هذه الصور بمقياس 0.7 بيكسل كل ميليمتر. |                                    |                                    |                                    |                                    |                                    |                                    |                                    |                                    |                                    |

أُصدرت أوراق نقدية من فئة 5000 و 10000 وون في عامي 1972 و 1973 على التوالي. تضمنت هذه الأوراق ميزات أمان جديدة، بما في ذلك العلامة المائية وخيط الأمان وألياف الاستجابة للأشعة فوق البنفسجية والنقش الغائر. خُطط إصدار 10000 وون من الأوراق النقدية في نفس وقت إصدار 5000 وون، لكنها تأخرت عام. أصدرت ورقة 500 وون أيضًا في عام 1973 وورقة 1000 وون في عام 1975.
| السلسلة 1972–1973 باللغة الكورية       | السلسلة 1972–1973 باللغة الكورية | السلسلة 1972–1973 باللغة الكورية | السلسلة 1972–1973 باللغة الكورية | السلسلة 1972–1973 باللغة الكورية | السلسلة 1972–1973 باللغة الكورية | السلسلة 1972–1973 باللغة الكورية           | السلسلة 1972–1973 باللغة الكورية | السلسلة 1972–1973 باللغة الكورية | السلسلة 1972–1973 باللغة الكورية | السلسلة 1972–1973 باللغة الكورية |
| الصورة                                 | الصورة                           | القيمة                           | الأبعاد                          | اللون الأساسي                    | الوصف                            | الوصف                                      | تاريخ                            | تاريخ                            | السلسلة                          | شركة الإصدار                     |
| الوجه                                  | الظهر                            | القيمة                           | الأبعاد                          | اللون الأساسي                    | الوجه                            | الظهر                                      | الإصدار                          | السحب                            | السلسلة                          | شركة الإصدار                     |
| -------------------------------------- | -------------------------------- | -------------------------------- | -------------------------------- | -------------------------------- | -------------------------------- | ------------------------------------------ | -------------------------------- | -------------------------------- | -------------------------------- | -------------------------------- |
|                                        |                                  | 5,000 وون                        | 167 × 77 ملم                     | بني                              | إي إي                            | مبنى بنك كوريا                             | 1 يوليو 1972                     | 1 ديسمبر 1980                    | السلسلة 1 (가)                   | دي لا رو                         |
|                                        |                                  | 10,000 وون                       | 171 × 81 ملم                     | أخضر                             | سيجونغ العظيم وخطمي سوري         | هايجومجانج في جيوجي                        | 12 يونيو 1973                    | 10 نوفمبر 1981                   | السلسلة 1 (가)                   | في اليابان                       |
| السلسلة 1973–1979 باللغة الكورية       |                                  |                                  |                                  |                                  |                                  |                                            |                                  |                                  |                                  |                                  |
|                                        |                                  | 500 وون                          | 159 × 69 ملم                     | أخضر ووردي                       | إي سن شن وسفينة السلحفاة         | ضريح إي سن شن في هيونشونغسا                | 1 سبتمبر 1973                    | 12 مايو 1993                     | السلسلة 3 (다)                   |                                  |
|                                        |                                  | 1,000 وون                        | 163 × 73 ملم                     | بنفسجي                           | يي هوانج وخطمي سوري              | دوسان سيوون                                | 14 أغسطس 1975                    | 12 مايو 1993                     | السلسلة 1 (가)                   | في اليابان                       |
|                                        |                                  | 5,000 وون                        | 167 × 77 ملم                     | برتقالي                          | إي إي                            | أوجخيون في غانغننغ                         | 1 يونيو 1977                     | 12 مايو 1993                     | السلسلة 2 (나)                   | في اليابان                       |
|                                        |                                  | 10,000 وون                       | 171 × 81 ملم                     | أخضر                             | سيجونغ العظيم وساعة مائية        | جناح كيونغويرو في قصر كيونغ بوك وخطمي سوري | 15 يونيو 1979                    | 12 مايو 1993                     | السلسلة 2 (나)                   | في اليابان                       |
| هذه الصور بمقياس 0.7 بيكسل كل ميليمتر. |                                  |                                  |                                  |                                  |                                  |                                            |                                  |                                  |                                  |                                  |

استبدلت ورقة 500 وون بعملة معدنبة في عام 1982. أصدر بنك كوريا مجموعة جديدة من الأوراق النقدية في العام التالي. تميزت هذه الأوراق بعلامات للمكفوفين تحت العلامة المائية وإضافة لغة يمكن قراءتها آليًا. كما طبعت الأوراق على القطن ذي الجودة الأفضل لتقليل تكاليف الإنتاج من خلال إطالة عمر الورقة.
عدلت ورقتي 5000 و 10000 وون بين عامي 1994 و 2002 حيث أضيف لها العديد من الميزات الأمنية الجديدة مثل الحبر متغير اللون والطباعة الدقيقة والخيط المعدني، ونمط مواريه. طبعت ورقة 5000 وون في اليابان، بينما أنتجت شركة كوريا للسك والطباعة الأمنية أوراق 1000 و 10000 وون. طبعوا جميعًا بالنقش الغائر.
على الرغم من إصدار سلسلة أوراق نقدية جديدة، لم توضع بعد خطة لسحب هذه السلسلة.
| السلسلة 1983–2002 باللغة الكورية       | السلسلة 1983–2002 باللغة الكورية | السلسلة 1983–2002 باللغة الكورية | السلسلة 1983–2002 باللغة الكورية | السلسلة 1983–2002 باللغة الكورية | السلسلة 1983–2002 باللغة الكورية | السلسلة 1983–2002 باللغة الكورية | السلسلة 1983–2002 باللغة الكورية | السلسلة 1983–2002 باللغة الكورية |
| الصورة                                 | الصورة                           | القيمة                           | الأبعاد                          | اللون الأساسي                    | الوصف                            | الوصف                            | تاريخ الإصدار                    | السلسلة                          |
| الوجه                                  | الظهر                            | القيمة                           | الأبعاد                          | اللون الأساسي                    | الوجه                            | الظهر                            | تاريخ الإصدار                    | السلسلة                          |
| -------------------------------------- | -------------------------------- | -------------------------------- | -------------------------------- | -------------------------------- | -------------------------------- | -------------------------------- | -------------------------------- | -------------------------------- |
|                                        |                                  | 1,000                            | 151 × 76 ملم                     | بنفسجي                           | يي هوانج                         | دوسان سيوون                      | 11 يونيو 1983                    | السلسلة 2 (나)                   |
|                                        |                                  | 5,000                            | 156 × 76 ملم                     | برتقالي                          | إي إي                            | هايجومجانج في جيوجي              | 11 يونيو 1983                    | السلسلة 3 (다)                   |
|                                        |                                  | 5,000                            | 156 × 76 ملم                     | برتقالي                          | إي إي                            | هايجومجانج في جيوجي              | 12 يونيو 2002                    | السلسلة 4 (라)                   |
|                                        |                                  | 10,000                           | 161 × 76 ملم                     | أخضر                             | سيجونغ العظيم وساعة مائية        | جناح كيونغويرو في قصر كيونغ بوك  | 8 أكتوبر 1983                    | السلسلة 3 (다)                   |
|                                        |                                  | 10,000                           | 161 × 76 ملم                     | أخضر                             | سيجونغ العظيم وساعة مائية        | جناح كيونغويرو في قصر كيونغ بوك  | 20 يناير 1994                    | السلسلة 4 (라)                   |
|                                        |                                  | 10,000                           | 161 × 76 ملم                     | أخضر                             | سيجونغ العظيم وساعة مائية        | جناح كيونغويرو في قصر كيونغ بوك  | 19 يونيو 2000                    | السلسلة 5 (마)                   |
| هذه الصور بمقياس 0.7 بيكسل كل ميليمتر. |                                  |                                  |                                  |                                  |                                  |                                  |                                  |                                  |

أصدرت الحكومة سلسلة أوراق نقدية جديدة في عام 2006 خوفًا من إمكانية تزوير الأوراق النقدية السابقة. كانت ورقة 5000 وون هي أول ورقة يعاد تصميمها. في وقت لاحق من عام 2007 أصدرت ورقتي 1000 و 10000 وون.
أصدر بنك كوريا في 23 يونيو 2009 ورقة نقدية بقيمة 50000 وون. ويحمل وجها صورة لشين سايمدانغ وهي فنانة بارزة من القرن السادس عشر وخطاطة وأم الباحث الكوري إي إي الموجود على فئة 5000 وون. هذه الورقة النقدية الكورية الأولى التي تعرض صورة لامرأة. أثار إصدار الورقة النقدية بقيمة 50000 وون بعض الجدل بين أصحاب المتاجر وذوي الإعاقات البصرية بسبب تشابهها في اللون مع فئة 5000 وون.
أُعلن أيضًا عن إصدار ورقة 100,000 وون جديدة، ولكن أُلغي إصدارها لاحقًا بسبب الجدل حول الصورة المخطط وضعها على الورقة النقدية، والتي تظهر خريطة دايدونغ يوجيدو، ولا تشمل صخور ليانكورت المتنازع عليها.
| سلسلة 2006 باللغة الكورية              | سلسلة 2006 باللغة الكورية | سلسلة 2006 باللغة الكورية | سلسلة 2006 باللغة الكورية | سلسلة 2006 باللغة الكورية | سلسلة 2006 باللغة الكورية                                                                      | سلسلة 2006 باللغة الكورية                                                                             | سلسلة 2006 باللغة الكورية | سلسلة 2006 باللغة الكورية | سلسلة 2006 باللغة الكورية |
| الصورة                                 | الصورة                    | القيمة                    | الأبعاد                   | اللون الأساسي             | الوصف                                                                                          | الوصف                                                                                                 | الوصف                     | تاريخ الإصدار             | السلسلة                   |
| الوجه                                  | الظهر                     | القيمة                    | الأبعاد                   | اللون الأساسي             | الوجه                                                                                          | الظهر                                                                                                 | العلامة المائية           | تاريخ الإصدار             | السلسلة                   |
| -------------------------------------- | ------------------------- | ------------------------- | ------------------------- | ------------------------- | ---------------------------------------------------------------------------------------------- | --- | ------------------------- | ------------------------- | ------------------------- |
|                                        |                           | 1,000 وون                 | 136 × 68 ملم              | أزرق                      | يي هوانج وميونغريوندانغ في سونغكيونكوان وبرقوق مومي                                            | لوحة جيسانغجيونغجيودو؛ تصور يي هوانج في دوسان سيوون رسمها جيونج سيون                                  | الفئة                     | 22 يناير 2007             | السلسلة 3 (다)            |
|                                        |                           | 5,000 وون                 | 142 × 68 ملم              | برتقالي                   | إي إي وأوجخيون في غانغننغ وخيزران أسود                                                         | لوحة الحشرات والنباتات تصور بطيخ وقطيع ديكة رسمتها شين سايمدانغ والدة إي إي                           | الفئة                     | 21 يناير 2006             | السلسلة 5 (마)            |
|                                        |                           | 10,000 وون                | 148 × 68 ملم              | أخضر                      | سيجونغ العظيم ملك جوسون ونص من الفصل الثاني من يونغبيوكهيونجا، أول عمل أدبي مكتوب بلغة الهانغل | كرة ساعة هونشيونسيجاي الأرضية وخريطة تشيونسانغ يولشا بونياجدو النجمية وتلسكوب إس 14 في مرصد بوهيونسان | الفئة                     | 22 يناير 2007             | السلسلة 6 (바)            |
|                                        |                           | 50,000 وون                | 154 × 68 ملم              | أصفر                      | شين سايمدانغ مع لوحة تشوتشونغدو التي تصور نباتات وحشرات (الكنز الوطني الكوري الجنوبي رقم 595)  | شجرة برقوق وخيزران                                                                                    | الفئة                     | 23 يونيو 2009             | السلسلة 1 (가)            |
| هذه الصور بمقياس 0.7 بيكسل كل ميليمتر. |                           |                           |                           |                           |                                                                                                | |                           |                           |                           |

### الأوراق التذكارية
| الأوراق التذكارية 2017 باللغة الكورية  | الأوراق التذكارية 2017 باللغة الكورية | الأوراق التذكارية 2017 باللغة الكورية | الأوراق التذكارية 2017 باللغة الكورية | الأوراق التذكارية 2017 باللغة الكورية | الأوراق التذكارية 2017 باللغة الكورية                                                               | الأوراق التذكارية 2017 باللغة الكورية                                | الأوراق التذكارية 2017 باللغة الكورية | الأوراق التذكارية 2017 باللغة الكورية | الأوراق التذكارية 2017 باللغة الكورية |
| الصورة                                 | الصورة                                | القيمة                                | الأبعاد                               | اللون الأساسي                         | الوصف                                                                                               | الوصف                                                                | الوصف                                 | تاريخ الإصدار                         | السلسلة                               |
| الوجه                                  | الظهر                                 | القيمة                                | الأبعاد                               | اللون الأساسي                         | الوجه                                                                                               | الظهر                                                                | العلامة المائية                       | تاريخ الإصدار                         | السلسلة                               |
| -------------------------------------- | ------------------------------------- | ------------------------------------- | ------------------------------------- | ------------------------------------- | --------------------------------------------------------------------------------------------------- | -------------------------------------------------------------------- | ------------------------------------- | ------------------------------------- | ------------------------------------- |
|                                        |                                       | 2,000 وون                             | 140 x 75 ملم                          | بيج                                   | سبع فعاليات رياضية شتوية (البياثلون وهوكي الجليد والكيرلنغ والتزلج السريع وقفز تزلجي وزحافات ثلجية) | سونغهامانغودو (لوحة بها نمر وشجرة صنوبر لفنان عصر جوسون كيم هونغ دو) | ملعب بيونغتشانغ الأولمبي              | 11 ديسمبر 2017                        | السلسلة 1 (가)                        |
| هذه الصور بمقياس 0.7 بيكسل كل ميليمتر. |                                       |                                       |                                       |                                       | |                                                                      |                                       |                                       |                                       |

## طباعة وسك العملة
بنك كوريا (البنك المركزي الكوري) هي الجهة الوحيدة في كوريا الجنوبية المخولة بطباعة العملات الورقية وسك العملات المعدنية. يتم إنتاج كلا العملتين في KOMSCO (الشركة الكورية لسك العملات وطباعة السنادات) المملوكة للحكومة، بإشراف من بنك كوريا. بعد إنتاج العملات الجديدة، يتم جمعها في حزم/لفائف ثم يتم شحنها إلى المركز الرئيسي للبنك. عندما تصل النقود لبنك، يتم إيداعها في الخزنة الرئيسية استعدادا لتوزيعها على البنوك الأخرى عند الحاجة.

## وصلات خارجية
- الموقع الرسمي لبنك كوريا